# Gary Taylor-Fletcher
Gary Taylor-Fletcher (Liverpool, 4 giugno 1981) è un ex calciatore inglese, di ruolo centrocampista. Dal 2022 è l'allenatore dell'AFC Crewe. 

## Carriera

### Northwich Victoria
Iniziò la sua carriera giocando nella lega semi pro inglese, con il Northwich Victoria nel 1999, con i quali ha segnato 11 volte in 43 presenze. Nel marzo 2001, viene ceduto in prestito alla squadra Hull City che era in 3rd divisione, dove fa 5 presenze in 2 mesi.

### Leyton Orient
Il 6 giugno 2001 firma un contratto con il Leyton Orient, il quale lo paga 50.000 sterline. Tuttavia viene considerato uno dei peggiori giocatori e quindi venne mandato in prestito al Grays Athletic nella Isthmian League, dove in 4 mesi riesce a segnare 3 goal in 4 presenze. Nuovamente la stagione successiva viene mandato in prestito al Dagenham & Redbridge, il quale allunga il prestito da 3 mesi fino alla fine della stagione.

### Lincoln City
Il 14 agosto 2003 firma per il Lincoln City. In due anni fa 90 presenze e segna 30 goal. Inizia meravigliosamente la stagione 2004-2005 dove segna in 6 partite di fila.

### Huddersfield Town
Viene acquistato il giugno 2005 dal Huddersfield Town alla fine del proprio contratto con il Lincoln City. Debutta segnando una tripletta in Leaque Cup.

### Blackpool
Il 9 luglio 2007 firma per il Blackpool FC due anni di contratto. Fa il suo debutto nella vittoria 1-0 contro il Leicester City. Il suo primo Campionato con il Blackpool è positivo, ed estende il proprio contratto per altri anni.
L'anno seguente è autore di uno straordinario campionato, nel quale il Blackpool FC raggiunge i play-offs, dove proprio Taylor-Fletcher contribuisce con un goal nella finale vinta contro il Cardiff City 3-2 che li conduce alla prima promozione nella massima serie inglese.
Il 14 agosto 2010, è il primo giocatore del Blackpool a segnare un goal in Premier League nella vittoria per 4-0 contro il Wigan nella partita iniziale della stagione, trovandosi al primo posto finché il giorno seguente il Chelsea non vinse per 6-0 contro il West Brom.
L'inizio stagione del Blackpool contro i pronostici fu buono e Taylor-Fletcher contribuì con assist e goal. Però la seconda parte della stagione li vide scendere nella classifica fino a non uscire più dalla zona retrocessione.

## Palmarès

### Club

#### Competizioni nazionali
- Campionato inglese di seconda divisione: 1

Leicester City: 2013-2014